# Celonites abbreviatus
Celonites abbreviatus ist eine Art aus der Ordnung der Hautflügler (Hymenoptera). Sie ist die einzige in Mitteleuropa vorkommende Art der Honigwespen (Masarinae).

## Merkmale
Die Wespen erreichen eine Körperlänge von 7 bis 9 Millimetern und haben einen stark variabel gelb-schwarz gefärbten Körper. Sie sind anhand ihrer keulenförmig verdickten Fühler und der abgeflachten Sternite gut erkennbar.

## Vorkommen
Die Art kommt von Nordafrika über Süd- und das südliche Mitteleuropa östlich bis Kleinasien vor. Sie besiedelt warme Fels- und Steinfluren im Felsschuttbereich mit lockerer Vegetation. Die Tiere fliegen in einer Generation von Anfang Juni bis Ende August. Sie sind in Mitteleuropa sehr selten.

## Lebensweise
Celonites abbreviatus baut ihre Lehmnester vor allem an gut geschützten Stellen an Steine. Sie bestehen aus bis zu 10 nebeneinander ausgerichteten, nach unten offenen Röhren, die gelegentlich auch unten horizontale Querröhren aufweisen. Das Nest wird zuletzt mit einer tarnenden Lehmschicht überzogen. Die Brut wird mit Pollen und Nektar versorgt. Die Art ist in Mitteleuropa auf den Nektar bestimmter Pflanzengattungen spezialisiert (Oligolektie). Sie sammelt an Lippenblütlern, die kurze Unterlippen aufweisen, vor allem an Berg-Gamander (Teucrium montanum). Durch Anpressen und Reiben an den Staubblättern (Antheren) mit der Stirn sammelt das Weibchen Pollen in der Kopfbehaarung. Dort wird er durch Kämme an den Tarsen zum Mund geführt und schließlich gemeinsam mit dem Nektar im Kropf gespeichert. In den Brutzellen wird diese Nahrung wieder hervorgewürgt. 
Bei Gefahr können sich die Tiere, ähnlich wie Goldwespen einkugeln. Die Goldwespe Chrysis versicolor ist als Parasit der Art bekannt. 